# Soconusco, Chiapas
Soconusco är en ort i Mexiko.   Den ligger i kommunen Pueblo Nuevo Solistahuacán och delstaten Chiapas, i den sydöstra delen av landet, 700 km öster om huvudstaden Mexico City. Soconusco ligger 1 261 meter över havet och antalet invånare är 401.
Terrängen runt Soconusco är kuperad österut, men västerut är den bergig. Runt Soconusco är det ganska tätbefolkat, med 80 invånare per kvadratkilometer. Närmaste större samhälle är Pueblo Nuevo Jolistahuacan, 7,0 km sydväst om Soconusco. Omgivningarna runt Soconusco är en mosaik av jordbruksmark och naturlig växtlighet.